# Potalia resinifera
Potalia resinifera är en gentianaväxtart som beskrevs av Carl Friedrich Philipp von Martius. Potalia resinifera ingår i släktet Potalia och familjen gentianaväxter. Inga underarter finns listade i Catalogue of Life.